# Bel·liè Demetri
Bel·liè Demetri (llatí: Bellienus Demetrius) va ser un llibert romà que va liderar una revolta a la Ligúria a mitjan segle i aC.
Bel·liè és conegut solament per les lletres de Ciceró. En una lletra del 49 aC (Ad familiares, VIII 15), Celi informa que ha d'anar a Intimèlium a sufocar una revolta dels seus ciutadans, que s'han alçat contra un cert Bel·liè que, finançat pel partit opositor, va fer matar Domici, un amic de Cèsar. Del text de Celi es dedueix que Bel·liè era un llibert, i que el seu nom d'esclau era Demetri (o bé que el seu antic amo era Demetri i que prengué el nomen de Bel·liè d'un altre patró).
Hi ha tres lletres més de Ciceró (Ad familiares, XVI: 19, 17 i 22) en què s'esmenta un Demetri, en una de les quals també és anomenat Bel·liè. No és clar fins a quin punt fan referència al mateix personatge; en qualsevol cas, són referències amb poca informació. Una possibilitat és que l'amo del llibert fos el Demetri que s'esmenta en aquestes altres tres lletres.